# Stenowithius phagophilus
Stenowithius phagophilus är en spindeldjursart som beskrevs av Beier 1953. Stenowithius phagophilus ingår i släktet Stenowithius och familjen Withiidae. Inga underarter finns listade i Catalogue of Life.